# 尼亞米拉郡

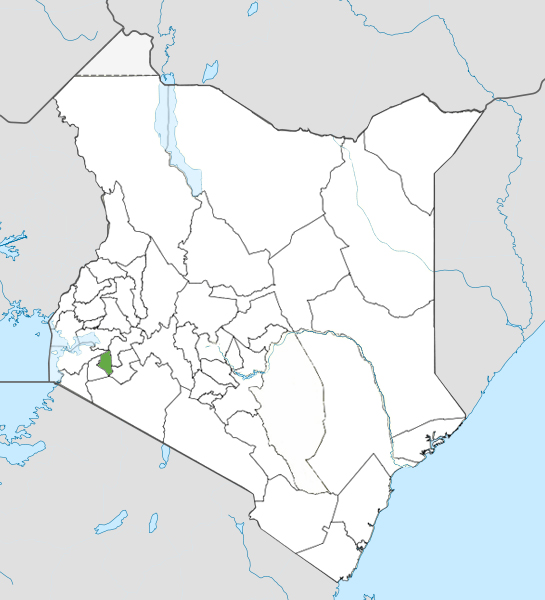

尼亞米拉郡，是肯尼亞的一個郡，位於該國西南部，由尼揚扎省負責管轄，首府設於尼亞米拉，始建於2013年3月4日，面積912.5平方公里，2009年人口598,252，人口密度每平方公里655.62人。